# Полтавська виборча округа
Полтавська виборча округа (рос. Полтавский избирательный округ) — виборчий округ, створений для виборів до Всеросійських установчих зборів 1917 року. Охоплював Полтавську губернію.
Полтавщина була тоді аграрним краєм. Явка виборців, як повідомлялося, становила 74%.
Російські есери (де переважали ліві) ішли спільним списком з українськими есерами (де теж переважала лівацька фракція). Землеробське крило українських есерів «Селянська спілка» протистояла  Всеукраїнському союзу хліборобів-власників, виключаючи землевласників із місцевих виборчих комісій. Кампанія проти партії землевласників іноді набувала бурхливого характеру.
Списки Фолкспартей та Єврейського національного виборчого комітету утворили виборчий блок, подібним чином сформували виборчий блок списки Поалей-Ціону та Об'єднаної соціалістичної єврейської робітничої партії. Також виборчий блок утворили три менші українські списки: українські соціал-демократи, українські соціалісти-федералісти та Українська національно-республіканська група.

## Результати
| Партія                                                             | Голоси    | %     |
| ------------------------------------------------------------------ | --------- | ----- |
| Список 8 — Українські соціалісти-революціонери та Селянська спілка | 727.247   | 63,28 |
| Список 17 — Есери та українські есери                              | 198.437   | 17,27 |
| Список 12 — Більшовики                                             | 64.460    | 5,61  |
| Список 2 — Хлібороби-власники                                      | 61.115    | 5,32  |
| Список 15 — Українські соціал-демократи                            | 22.613    | 1,97  |
| Список 3 — Кадети                                                  | 18.105    | 1,58  |
| Список 6 — Єврейський національний виборчий комітет                | 13.722    | 1,19  |
| Список 9 — Єврейський список                                       | 12.100    | 1,05  |
| Список 13 — Українські соціалісти-федералісти                      | 9.092     | 0,79  |
| Список 1 — Фолкспартей                                             | 6.448     | 0,56  |
| Список 10 — Меншовики, Бунд, Польська єдність                      | 5.993     | 0,52  |
| Список 14 — Народні соціалісти та кооперативісти                   | 4.391     | 0,38  |
| Список 5 — Список без назви                                        | 1.657     | 0,14  |
| Список 7 — Об'єднана соціалістична єврейська робітнича партія      | 1.482     | 0,13  |
| Список 11 — Українська національно-республіканська група           | 1.070     | 0,09  |
| Список 4 — Поалей-Ціон                                             | 879       | 0,08  |
| Список 16 — Ради селянських депутатів                              | 445       | 0,04  |
| Загалом:                                                           | 1.149.256 |       |

| Ковальов Лев Борисович          | українські соціалісти-революціонери і есери             |
| Полоз Михайло Миколайович       | українські соціалісти-революціонери і есери             |
| Терлецький Євген Петрович       | українські соціалісти-революціонери і есери             |
| Ґалаґан Нестор Пилипович        | Селянська спілка і українські соціалісти-революціонери  |
| Івченко Михайло Євдокимович     | Селянська спілка та українські соціалісти-революціонери |
| Коваленко Данило Ілліч          | Селянська спілка та українські соціалісти-революціонери |
| Ковалевський Микола Миколайович | Селянська спілка та українські соціалісти-революціонери |
| Куліченко Яків Іванович         | Селянська спілка та українські соціалісти-революціонери |
| Петренко Назар Антонович        | Селянська спілка та українські соціалісти-революціонери |
| Полоцький Олександр Аркадійович | Селянська спілка та українські соціалісти-революціонери |
| Семеняга Тиміш Петрович         | Селянська спілка та українські соціалісти-революціонери |
| Стенька Яків Миколайович        | Селянська спілка та українські соціалісти-революціонери |
| Степаненко Аркадій Степанович   | Селянська спілка та українські соціалісти-революціонери |
| Янко Олександр Петрович         | Селянська спілка та українські соціалісти-революціонери |